# Brampton (Derbyshire)
Pour les articles homonymes, voir Brampton.

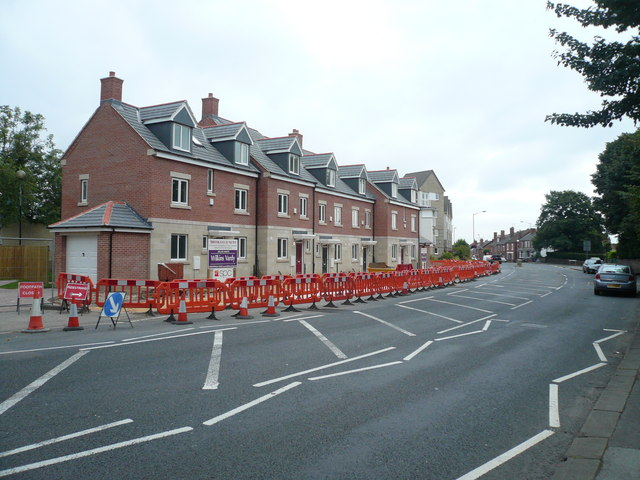
Une vue de Chatsworth road à Brampton.

Brampton est un quartier de la ville de Chesterfield, dans le Derbyshire. Il s'agissait autrefois d'un village séparé de cette ville, qui a été par la suite absorbé par celle-ci en raison de la croissance urbaine.

## Distractions
Le secteur de Brampton est bien connu des habitants de la région pour le « Brampton Mile » (« le mille de Brampton »), une succession de pubs s'étendant sur une longueur approximative d'un « mile », et où selon la tradition toute sortie nocturne impose de boire un verre dans chaque bar. Cette habitude est devenue plus difficile à respecter dans les dernières années en raison de la fermeture des nights clubs et de pubs comme le Terminus Hotel.  Ces bâtiments ont été démolis pour faire place à des appartements, ce qui a déplacé le centre d'intérêt vers la ville elle-même.

## Logement
Brampton est longée par Chatsworth Road, de part et d'autre de laquelle on trouve quelques domaines résidentiels dont certains existent depuis des décennies. De nouveaux logements se construisent en permanence dans ce secteur en rapide expansion.

## Personnalités liées à Brampton
Brampton est le village natal de Thomas Linacre (1460-1524), médecin et humaniste, qui fonda, en 1518, le College of Physicians de Londres.